# Vierter Trochanter

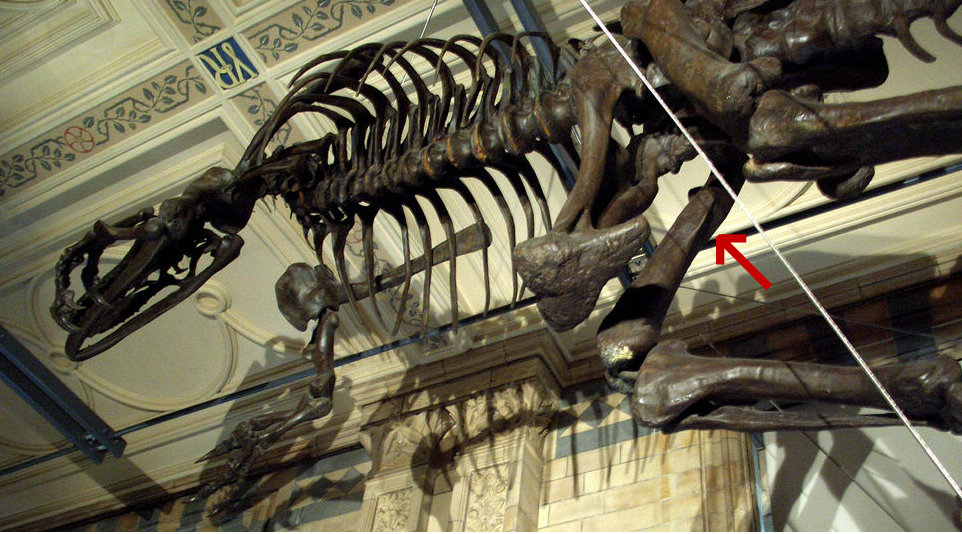
Vierter Trochanter an einem montierten Skelett eines theropoden Dinosauriers

Der Vierte Trochanter (engl. fourth trochanter) ist ein knopfförmiger bis kammartiger Knochenvorsprung des Oberschenkelknochens (Femur) bei Landwirbeltieren aus der Gruppe der Archosauria. Der Vierte Trochanter befindet sich auf der caudalen Seite (Rückseite) des Schafts und weist für gewöhnlich eine mediale (zur Mittellinie des Körpers zeigende) Eindellung auf. Er dient als Ansatzstelle verschiedener Muskeln, so für den Musculus caudofemoralis longus (=Musculus caudofemoralis pars caudalis bei Vögeln), eines wichtigen Zugmuskels des Oberschenkels, der seinen Ursprung an den Schwanzwirbeln hat, sowie für den Musculus pubo-ischio-femoralis internus 1 (=Musculus iliofemoralis internus bei Vögeln), der seinen Ursprung im Becken hat und craniomedial auf dem Vierten Trochanter ansetzt, jedoch, anders als der M. caudofemoralis, nicht die mediale Eindellung berührt.
Michael Benton (2005) führt den vierten Trochanter als Apomorphie (neu erworbenes Merkmal) einer Gruppe, die alle Archosaurier bis auf die sehr ursprünglichen Proterosuchidae enthält. Innerhalb der Archosauria ist der Vierte Trochanter ein variables, häufig unterschiedlich stark ausgeprägtes Merkmal. Bei basalen Vertretern der Dinosauromorpha und bei Theropoden ist er groß und kammförmig, bei nahe mit den Vögeln verwandten Theropoden war er jedoch bereits stark reduziert. Bei rezenten Vögeln ist er nur noch gelegentlich als stark reduziertes Rudiment vorhanden.
Der Vierte Trochanter ist nicht zu verwechseln mit dem Dritten Trochanter, einer analogen Struktur bei Säugetieren. Eine weitere, dem Vierten Trochanter analoge Struktur findet sich bei ursprünglichen Landwirbeltieren.